# Historia de los judíos en Letonia

Localización de Letonia (verde oscuro) en Europa.

La historia de los judíos en Letonia se remonta a la primera colonia judía establecida en Piltene en 1571. Los judíos contribuyeron al desarrollo de Letonia hasta la Guerra del Norte (1700-1721), que diezmó la población de Letonia. La comunidad judía se restableció en el siglo XVIII, principalmente a través de la afluencia de Prusia, y llegó a desempeñar un papel principal en la vida económica de Letonia.
Bajo una Letonia independiente, los judíos formaron partidos políticos y participaron como miembros del parlamento. La comunidad judía floreció. Los padres judíos tenían derecho a enviar a sus hijos a escuelas que utilizaban el hebreo como idioma de instrucción, como parte de una importante red de escuelas minoritarias.
La Segunda Guerra Mundial acabó con el protagonismo de la comunidad judía. Bajo Stalin, los judíos, que constituían sólo el 5 % de la población, constituían el 12 % de los deportados. En comparación, el 90 % de la población judía de Letonia fue asesinada en el Holocausto.
La comunidad judía de hoy tiene sus raíces en los sobrevivientes del Holocausto, judíos que huyeron al interior de la URSS para escapar de la invasión alemana y luego regresaron, y en su mayoría judíos recién inmigrados a Letonia desde la Unión Soviética. La comunidad judía letona de hoy es pequeña pero activa.

## Historia general

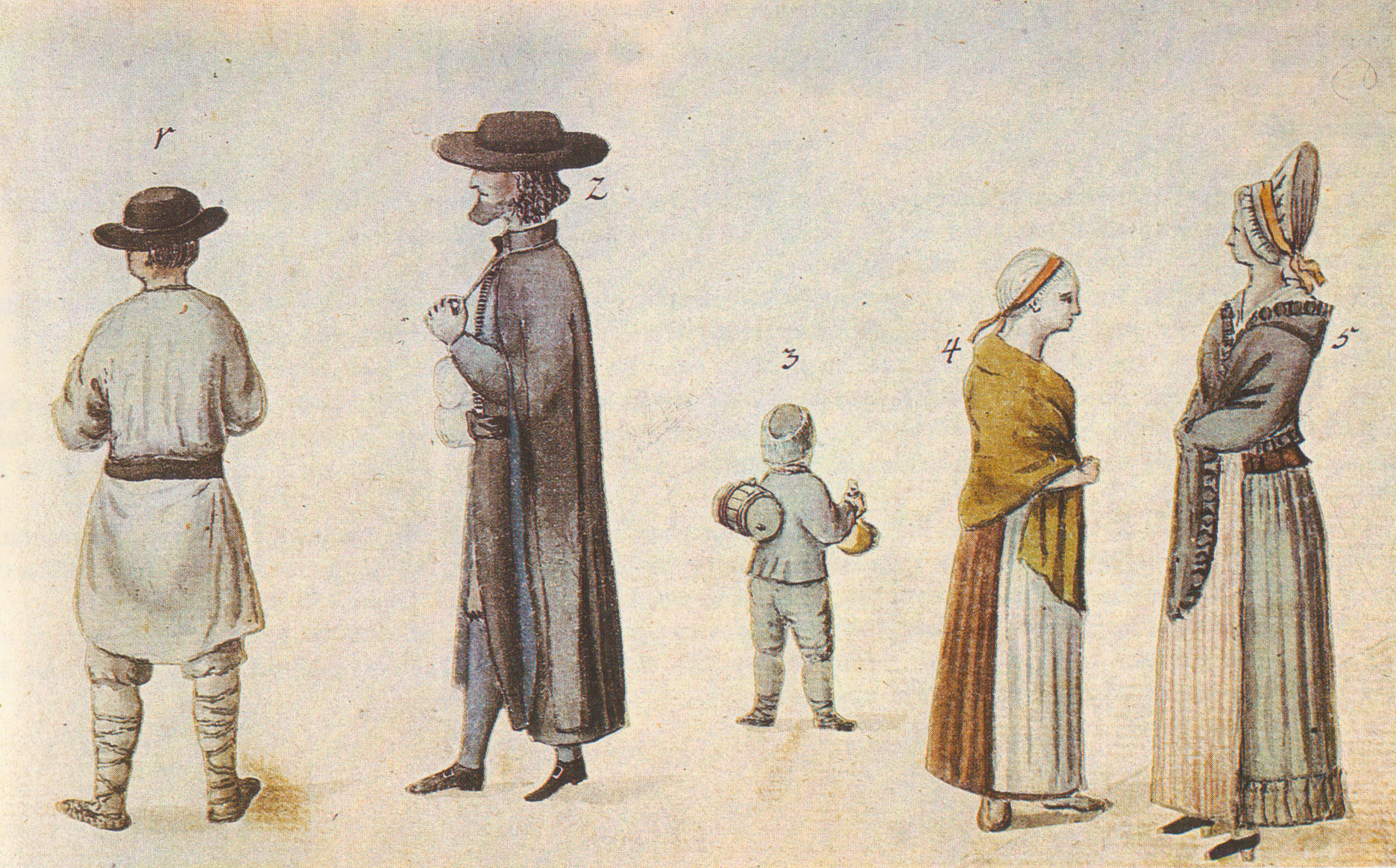
Riga alrededor de 1800 (desde la izquierda): trabajador estacional polaco, comerciante de telas judío, niño letón vendedor de leche, criada letona y alemana. Diseño gráfico por Johann Christoph Brotze

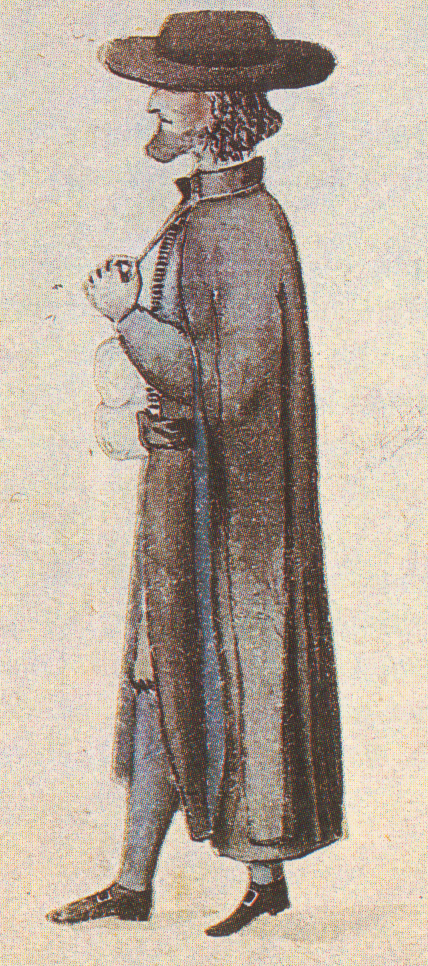
Comerciante polaco-judío en Riga. Detalle de un dibujo de Johann Christoph Brotze. c. de 1800

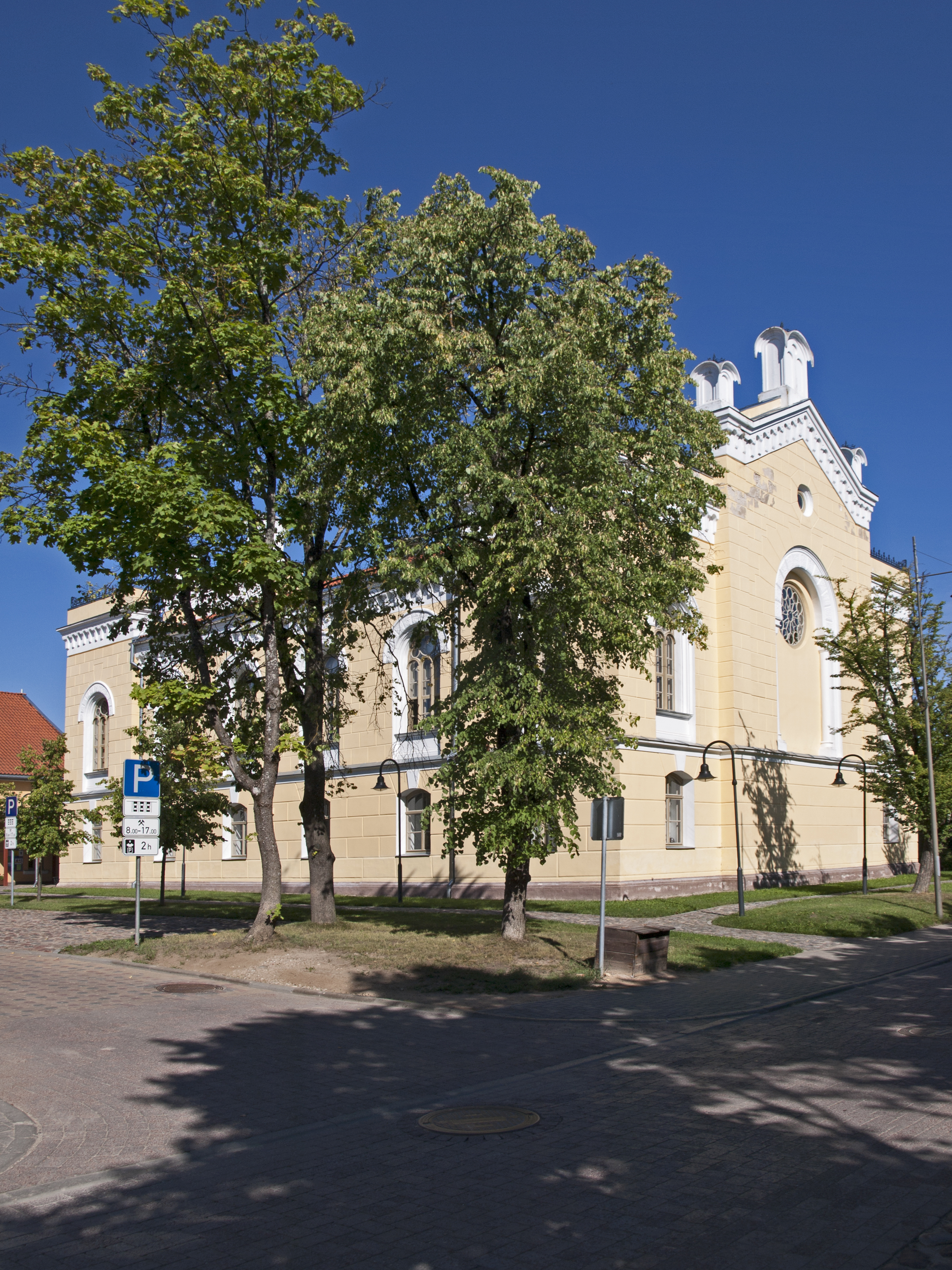
Antigua sinagoga en Kuldīga.

Las antiguas tribus letonas no tenían conexiones con los judíos y su entrada en Livonia estaba prohibida. Solo después de la Guerra livonia en la segunda mitad del siglo XVI, cuando las tierras de Letonia se convirtieron en súbditos de Dinamarca, Polonia y Lituania, los judíos comenzaron a llegar al territorio de Letonia. Primero fue el Ducado de Curlandia, donde se formó una comunidad judía cerca de la actual Piltene y Aizpute después de 1570. En el siglo XVII llegó un gran número de judíos al Ducado de Curlandia, que era vasallo del rey de Polonia. A los judíos se les encomendaron los oficios de recaudadores de impuestos, cambistas y comerciantes. Facilitaron las reformas económicas del duque Jacob (1610-1681). Los intentos de los terratenientes conservadores de desterrar a los judíos fracasaron. En el siglo XVIII, el duque Ernst Johann von Biron y su padre Peter von Biron tenían una actitud benevolente hacia los judíos. Un gran papel en la modernización de Curlandia lo logró el asistente judío de finanzas de la corte Aaron Levi Lipman (sirvió hasta 1741), a cuya solicitud llegaron a Curlandia muchos menestrales, médicos y maestros de origen judío. Trajeron la idea de la emancipación de los judíos - Haskalah, con ellos. Los judíos también participaron en la construcción de los palacios del duque en Rundāle y Jelgava. En 1793, los judíos de Jelgava expresaron su gratitud al duque Peter von Biron por la protección de los judíos y la tolerancia religiosa.
En la parte oriental de Letonia, Latgalia, llegaron judíos de Ucrania, Bielorrusia y Polonia en los siglos XVII y XVIII, de los cuales la mayoría pertenecía a la cultura polaca del yidis. Gran parte de su vida comunitaria estaba a cargo del kakhal (autogobierno). En los siglos XVII y XVIII, a los judíos no se les permitía permanecer en Riga o Vidzeme. Durante el reinado de Catalina II a partir de 1766, se permitió a los comerciantes judíos permanecer en Riga durante seis meses, siempre que vivieran en un bloque particular de la ciudad. En 1785, a los judíos de Sloka se les permitió una estadía temporal en Riga por un período de tiempo más largo.
Esencialmente, el núcleo de la judería letona estaba formado por los judíos de Livonia y Curlandia, los dos principados en la costa del Mar Báltico que se incorporaron al Imperio ruso durante el siglo XVIII. Rusia conquistó la Livonia sueca, con la ciudad de Riga, de Suecia en 1721. Curlandia, anteriormente un ducado autónomo bajo la soberanía polaca, fue anexada por Rusia como provincia en 1795. Ambas provincias estaban situadas fuera de la Zona de Asentamiento, por lo que solo aquellos judíos que pudieran demostrar que habían vivido allí legalmente antes de que las provincias se convirtieran en parte de Rusia estaban autorizados a residir en la región. Sin embargo, la población judía de la región del Báltico aumentó gradualmente porque, de vez en cuando, judíos adicionales que disfrutaban de "privilegios" especiales, como graduados universitarios, quienes se dedicaban a profesiones "útiles", etc., recibían autorización para establecerse allí. A mediados del siglo XIX había unos 9000 judíos en la provincia de Livonia.
En 1897, la población judía ya había aumentado a 26 793 (3,5 % de la población), aproximadamente las tres cuartas partes de los cuales vivían en Riga. En Curlandia había 22 734 judíos a mediados del siglo XIX, mientras que según el Censo Imperial Ruso de 1897, vivían allí unos 51 072 judíos (7,6 % de la población). Los judíos de Curlandia formaron un grupo especial dentro de la judería rusa. Por un lado, estaban influenciados por la cultura alemana que prevalecía en esta región y, por otro, por la de los judíos lituanos vecinos. La Haskalá penetró temprano en las comunidades de Livonia y Curlandia pero la asimilación no tuvo el mismo progreso allí que en Europa Occidental.
La judería de Courland desarrolló un carácter específico, combinando características tanto de la judería de Europa del Este como de Alemania. Durante la Primera Guerra Mundial cuando los ejércitos rusos se retiraron de Curlandia (abril de 1915), las autoridades militares rusas expulsaron a miles de judíos a las provincias del interior. Más tarde, un número considerable regresó a Letonia como repatriados después de que se estableciera la república independiente.
Tres distritos de la provincia de Vitebsk, en los que la mayoría de la población era letona, Latgallia (en letón: Latgale), incluida la gran comunidad de Daugavpils (Dvinsk), se unieron a Curlandia (Kurzeme), Semigallia (Zemgale) y Livonia (Vidzeme), y se estableció la República de Letonia (1918-1940). Al principio, prevaleció un espíritu liberal y progresista en el joven estado, pero el régimen democrático duró poco. El 15 de mayo de 1934, el primer ministro, Kārlis Ulmanis, disolvió el Seimas (parlamento lituano) en un golpe de Estado y Letonia se convirtió en una autocracia. Ulmanis fue proclamado presidente de la nación. Su gobierno se inclinó a ser neutral.

## Población judía en la República de Letonia
Durante la Primera Guerra Mundial en 1914, había alrededor de 190 000 judíos en los territorios de Letonia (7,4 % de la población total). Durante los años de la guerra, muchos de ellos fueron expulsados al interior de Rusia, mientras que otros escaparon de la zona de guerra. En 1920 los judíos de Letonia sumaban 79 644 (5 % de la población). Después de la firma del tratado de paz entre la República de Letonia y la Unión Soviética el 11 de agosto de 1920, los repatriados comenzaron a regresar de Rusia; estos incluían un número considerable de refugiados judíos. En ese momento, había 40 000 judíos solo en Riga. Para 1925, la población judía había aumentado a 95 675, el mayor número de judíos durante el período de existencia de Letonia como estado independiente.
Después de ese año, el número de judíos disminuyó gradualmente y en 1935 había descendido a 93 479 (4,8 % del total). Las causas de este declive fueron la emigración de parte de la generación más joven y una disminución del crecimiento natural al limitar la familia a uno o dos hijos por parte de la mayoría. Entre 1925 y 1935, más de 6000 judíos abandonaron Letonia (la gran mayoría de ellos hacia la Eretz Israel Ia que pronto sería declarada Estado de Israel), mientras que el aumento natural solo reemplazó parcialmente estas salidas. Las comunidades más grandes eran Riga con 43 672 judíos (11,3 % del total) en 1935, Daugavpils con 11 106 (25 %) y Liepāja con 7379 (13 %).

### Vida económica
Antes de la Primera Gran Guerra los judíos ya jugaban un papel importante en la industria, el comercio y la banca. Después del establecimiento de la república, una severa crisis se apoderó del joven estado. El gobierno aún no se había consolidado y el país se había empobrecido como resultado de la Primera Guerra Mundial y la lucha por la independencia que Letonia había llevado a cabo durante varios años (1918-1920) contra el Imperio alemán y la Unión Soviética. Con el cese de las hostilidades, Letonia se vio retrasada tanto en el ámbito administrativo como en el económico. Entre otras dificultades, había una alta inflación. Los judíos hicieron una gran contribución a la reconstrucción del estado a partir de las ruinas de la guerra y sus consecuencias. Teniendo mucha experiencia en la exportación de materias primas de madera para la construcción y lino antes de la Primera Guerra Mundial, a su regreso de Rusia reanudaron la exportación de estos bienes por iniciativa propia. También desarrollaron una industria variada, y una parte considerable del comercio de importación, como el de la gasolina, el carbón y los productos textiles, se concentró en sus manos. Sin embargo, una vez que los judíos habían hecho su contribución, las autoridades comenzaron a sacarlos de sus posiciones económicas para despojarlos de sus fuentes de sustento.
Aunque, en teoría, no existían leyes discriminatorias contra los judíos en la Letonia democrática y disfrutaban de igualdad de derechos, en la práctica la política económica del gobierno pretendía restringir sus actividades. Esto también se reflejó en el área de crédito . Los judíos de Letonia desarrollaron una red ramificada de bancos de préstamo para la concesión de crédito con el apoyo del  American Jewish Joint Distribution Committee (JDC ) y la Jewish Colonization Association (JCA). Las sociedades cooperativas de crédito para artesanos, pequeños comerciantes, etc., fueron establecidas y organizadas dentro de un organismo central, la Alianza de Sociedades Cooperativas de Crédito. Sin embargo, los bancos judíos y las sociedades cooperativas fueron discriminados en la esfera del crédito público y el banco estatal les fue cerrado en la práctica. Sin embargo, estas sociedades funcionaron sobre bases sólidas. Su capital inicial era relativamente mayor que el de las sociedades cooperativas no judías. En 1931, más de 15 000 miembros se organizaron dentro de las sociedades de Jewisherion. Los judíos eran particularmente activos en las siguientes ramas de la industria: madera, fósforos, cerveza, tabaco, pieles, textiles, alimentos enlatados (especialmente pescado ) y molienda de harina. Alrededor de la mitad de los judíos de Letonia se dedicaban al comercio, la gran mayoría de ellos en el mediano y pequeño comercio. Alrededor del 29 % de la población judía estaba ocupada en la industria y alrededor del 7 % en las profesiones liberales. No había judíos en la administración gubernamental. La situación económica de la mayoría de los judíos de Letonia se volvió difícil. Un gran número fue desplazado de su posición económica y perdió sus medios de subsistencia como resultado de la política del gobierno y la mayoría de ellos se vieron obligados a dedicarse al pequeño comercio, la venta ambulante y el trueque de diversos productos en los mercados de ropa de segunda mano en los suburbios de Riga y en los pueblos de las provincias. El declive de su estatus se debió a tres causas principales: el gobierno asumió el monopolio del comercio de cereales, sacando así a un gran número de judíos de esta rama del comercio, sin aceptarlos como trabajadores asalariados ni proporcionarles ningún otro tipo de empleo; las cooperativas letonas disfrutaban de un amplio apoyo gubernamental y funcionaban en condiciones privilegiadas en comparación con las empresas judías; ya que estos tenían dificultades para acceder al crédito. Sumado a lo anterior, la población judía estaba sujeta a una fuerte carga impositiva.

### Vida pública y política
La comunidad judía letona continuó las tradiciones comunitarias y populares de la rusa, de la que formó parte hasta 1918. Por otro lado, también fue influenciada por la cultura de los judíos de Europa Occidental, estando situada en su proximidad (es decir, Prusia Oriental). En su vida espiritual hubo así una síntesis de tradición judía y cultura secular. Desde el punto de vista socioeconómico, los judíos de Letonia no formaban un solo grupo y existían diferencias sociales considerables entre ellos. Se dedicaban a una variedad de ocupaciones y profesiones: había grandes, medianos y pequeños comerciantes, industriales y diferentes categorías de artesanos, trabajadores, vendedores, oficinistas, maestros y miembros de las profesiones liberales como médicos, abogados e ingenieros. Todos estos factores —económicos y espirituales— se reflejaban prácticamente en la vida pública: en el ámbito nacional judío y en la vida política general del Estado. 
La población judía también estuvo representada en el parlamento letón. En el Consejo Nacional que se formó durante el primer año de la independencia de Letonia y existió hasta abril de 1920, también había representantes de las minorías nacionales, incluidos siete judíos, entre ellos Paul Mintz (más tarde presidente del Partido Nacional Democrático Judío), quien actuó como Ministro de Trabajo (1919–21), entre otros altos cargos, y Mordecai Dubin (Agudas Israel). El 1 de mayo de 1920 se convocó la Asamblea Constituyente, que fue elegida por votación relativamente democrática. Funcionaría hasta el 7 de octubre de 1922 e incluía nueve delegados judíos que representaban a todos los grupos de la población judía (sionistas, nacionaldemócratas, bundistas, Agudas Israel). El número de delegados judíos en los cuatro parlamentos elegidos en Letonia hasta el golpe de Estado de 1934 fue el siguiente: seis en el primero (1922-25), cinco en el segundo (1925-28) y el tercero (1928 –31), y tres en el cuarto (1931-1934). Entre los diputados habituales se encontraban Mordecai Dubin (Agudas Israel), Mordechai Nurock (Mizrachi, más tarde miembro de la Knesset en Israel después del establecimieto del Estado en 1948), Max Lazerson (Ceire Cion) y Noah Meisel (Bund). Los dos últimos no fueron reelegidos al cuarto parlamento.
| Partidoy                         | Partidoy                           | Asamblea Constituyente (1920) | Primera Saeima 1922 | Segunda Saeima 1925 | Tercera Saeima 1928 | Cuarta Saeima 1931 |
| -------------------------------- | ---------------------------------- | ----------------------------- | ------------------- | ------------------- | ------------------- | ------------------ |
| Agudas Israel                    | Agudas Israel                      | –                             | 2                   | 2                   | 1                   | 2                  |
| Bund                             | Bund                               | –                             | 1                   | 1                   | 1                   | –                  |
| Bloque democrático judío         | Bloque democrático judío           | –                             | –                   | –                   | 0                   | –                  |
| Bloque económico judío           | Bloque económico judío             | –                             | –                   | –                   | 0                   | –                  |
| Bloque Nacional Judío            | Histadruth-Hacionith               | 5                             | 2                   | 0                   | –                   | –                  |
| Bloque Nacional Judío            | Partido Nacional Democrático Judío | 5                             | 2                   | 0                   | –                   | –                  |
| Bloque Nacional Judío            | Mizrachi                           | 5                             | 2                   | 1                   | 2                   | 1                  |
| Partido del Pueblo Judío         | Partido del Pueblo Judío           | –                             | 0                   | –                   | –                   | –                  |
| Asociación Progresista Judía     | Asociación Progresista Judía       | –                             | –                   | –                   | –                   | 0                  |
| Judíos de Ludza                  | Judíos de Ludza                    | 0                             | –                   | –                   | –                   | –                  |
| Ceire Cion                       | Ceire Cion                         | 1                             | 1                   | 1                   | 1                   | –                  |
| Lista Unida de Judíos de Zemgale | Lista Unida de Judíos de Zemgale   | –                             | –                   | –                   | –                   | 0                  |

| Saeima | Representantes                                                       | Fracción ("frakcija")           |
| ------ | -------------------------------------------------------------------- | ------------------------------- |
| 2nd    | Morduchs Dubins, Maksis Lazersons, Markus Nuroks, Ruvins Vittenbergs | Judíos                          |
| 2nd    | Noijs Maizels                                                        | Socialdemocracia judía - "Bund" |

### Cultura y educación
El 8 de diciembre de 1919, el proyecto de ley general de escuelas fue aprobado por el Consejo Nacional; esto coincidió con el proyecto de ley sobre la autonomía cultural de las minorías. En el Ministerio de Educación existen departamentos especiales para las minorías. El ingeniero Jacob Landau encabezó el departamento judío. Se estableció una amplia red de escuelas hebreas e yidis, en las que los niños judíos recibían una educación gratuita. Además de estos, también había escuelas rusas y alemanas para niños judíos, elegidos de acuerdo con el idioma de sus familias y los deseos de sus padres. Estos fueron, sin embargo, luego excluidos del departamento judío porque, por decisión del Ministerio de Educación, solo las escuelas hebrea y yiddish fueron incluidas dentro del ámbito de la autonomía judía.
En 1933 había noventa y ocho escuelas primarias judías con aproximadamente 12 000 alumnos y 742 profesores, dieciocho escuelas secundarias con aproximadamente 2000 alumnos y 286 profesores y cuatro escuelas de formación profesional con 300 alumnos y treinta y siete profesores. Los alumnos asistían a escuelas religiosas o seculares según los deseos de sus padres. También había institutos pedagógicos gubernamentales para maestros de hebreo y yidis, cursos para maestros de jardín de infantes, universidades populares, una academia de música popular judía, escuelas nocturnas para jóvenes trabajadores, un teatro yiddish y clubes culturales. Había una prensa judía que reflejaba una variedad de tendencias.
Después del golpe de Estado de Ulmanis del 15 de mayo de 1934, se impusieron restricciones a la autonomía de la educación de "culturas y minorías" de las minorías, así como a la educación en lengua materna. Esto fue parte de un movimiento más amplio para estandarizar el uso del letón en la educación y los sectores profesionales y gubernamentales. Como resultado, las escuelas judías continúan operando mientras las escuelas seculares yidishes están cerradas. Esto dio como resultado que las obras de eminentes autores judíos como el poeta Jaim Najman Bialik (en letón: Haims Nahmans Bjaliks) y el historiador Simon Dubnow (en letón: Šimons Dubnovs) fueran eliminadas del plan de estudios judío. En particular, Dubnow estuvo entre los judíos que huyeron de la Alemania nazi a Letonia en busca de seguridad en 1938. (Letonia siguió recibiendo refugiados hasta el otoño de 1938.)
Todos los partidos y organizaciones políticas también fueron abolidos. De las agrupaciones judías, solo Agudat Israel continuó operando. Sin embargo, la vida social judía retuvo su vitalidad. Debido en parte a las restricciones impuestas a las minorías, incluidos los judíos, aumentó la influencia de la religión y el sionismo, lo que motivó a algunos a emigrar a Palestina. Esto también aumentó la influencia de los proscritos socialdemócratas, mientras que la intelectualidad judía gravitaba hacia el sionismo.

## Segunda Guerra Mundial

### Ocupación soviética, 1940-1941
Después de obtener primero un acuerdo letón bajo coacción (Stalin amenazó personalmente al ministro de Relaciones Exteriores de Letonia, en Moscú, durante las negociaciones) con el despliegue de tropas soviéticas en suelo letón, la Unión Soviética invadió Letonia el 16 de junio de 1940. Los líderes cívicos y políticos judíos comenzaron a ser arrestados en agosto de 1940. Los primeros en ser arrestados fueron los líderes sionistas Favid Varhaftig y Mahanud Alperin. Los líderes de Betar fueron deportados. En 1941, los soviéticos arrestaron a Mordechai Nurock, M. Dubin y otros líderes cívicos judíos, sionistas, conservadores y socialistas de derecha. Sus órdenes de arresto fueron aprobadas por S. Shustin. Cuando los soviéticos ejecutaron la primera ronda de deportaciones masivas del Báltico, en la noche del 13 al 14 de junio de 1941, miles de judíos letones fueron deportados junto con letones. De todos los grupos étnicos así deportados, los judíos sufrieron proporcionalmente más que cualquier otro y fueron deportados a condiciones especialmente duras. Se han conservado registros de las deportaciones de 1212 ciudadanos judíos letones (12,5 % de los deportados a los confines de la URSS), pero el número real de judíos deportados fue ciertamente mayor, del orden de 5000 a 6000 durante la primera ocupación soviética.
Las deportaciones de líderes judíos y rabinos, miembros del parlamento y la clase profesional y mercantil solo una semana antes de que la Alemania nazi invadiera los países bálticos, dejaron a la comunidad judía mal preparada para organizarse frente a la invasión y el Holocausto inmediatamente posterior. Entre los deportados se encontraban los miembros de la Convención Constitucional, Īzaks Rabinovičs e I. Berzs, el diputado del 1er, 2do y 3er Saeima y líder del Bund, Noijs Maizels, así como otros miembros judíos del parlamento. Los hombres fueron separados de sus familias y enviados a campos de trabajo en Solikamsk (en Perm), Vyatka y Vorkuta, mientras que sus esposas e hijos fueron enviados a Novosibirsk, Krasnoyarsk y otros lugares. Aproximadamente la mitad murió como consecuencia de su deportación, algunos deportados más de una vez—M. Dubins murió después de ser deportado por segunda vez en 1956.
Se estima que de los 2 100 000 judíos que quedaron bajo el control soviético como resultado del Pacto Molotov-Ribbentrop que dividió Europa del Este, alrededor de 1 900 000, más de uno de cada dos, fueron deportados a Siberia y Asia central.

### Ocupación alemana de Letonia, 1941-1944

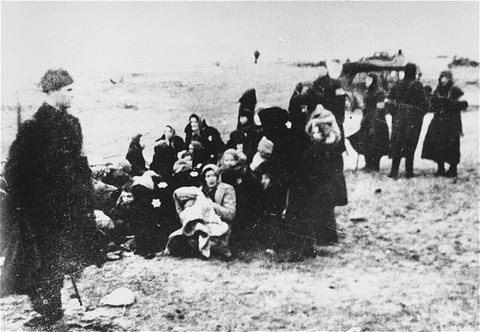
Miembros de la policía auxiliar letona custodian a mujeres y niños judíos antes de su asesinato. Šķēde cerca de Liepāja el 15 de diciembre de 1941.

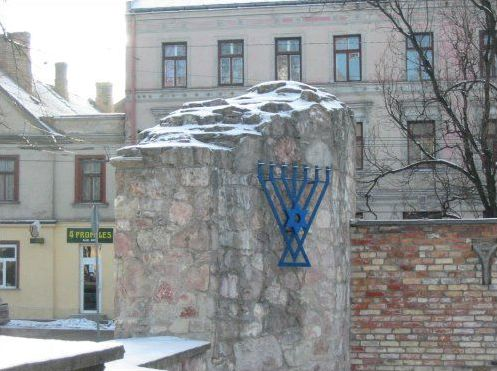
Restos de la Sinagoga Coral en Riga destruida por los nazis

Letonia fue ocupada por los alemanes durante las primeras semanas de la guerra germano-soviética en julio de 1941. Se convirtió en parte del nuevo Reichskommissariat "Ostland", designado oficialmente como "Generalbezirk Lettland". Otto-Heinrich Drechsler fue nombrado su comisario general, con sede en Riga, sede del Comisariado del Reich para Ostland (RKO), Hinrich Lohse. A fines de julio de 1941, los alemanes reemplazaron al ejército por una administración civil. Uno de sus primeros actos fue la promulgación de una serie de ordenanzas antijudías. También se estableció una administración civil subordinada integrada por elementos colaboracionistas locales, para la cual se nombraron consejeros generales letones. Su jefe nominal era Oskars Dankers, un ex general del ejército letón.
A mediados de junio de 1941, en vísperas del ataque de Hitler a la Unión Soviética, 14 000 ciudadanos de Letonia, incluidos varios miles de judíos, fueron deportados por las autoridades soviéticas a Siberia y otras partes del Asia soviética como elementos políticamente indeseables. Durante el ataque nazi a Letonia un número considerable de judíos también lograron huir al interior de la Unión Soviética; se estima que unos 75 000 judíos letones cayeron en manos de los nazis. Relatos de sobrevivientes describen cómo, incluso antes de que la administración nazi comenzara a perseguir a los judíos letones, habían sufrido ataques antisemitas a manos de activistas letones. El historiador del Holocausto letón-estadounidense Andrew (Andrievs) Ezergailis sostiene que no hubo ningún período de "interregno " en la mayor parte de Letonia, cuando los activistas letones pudieron haberse involucrado en la persecución de los judíos por iniciativa propia. Los Einsatzgruppen ("escuadrones de la muerte") desempeñaron un papel destacado en el exterminio de los judíos letones, según la información proporcionada en sus propios informes, especialmente en el informe del SS -Brigadeführer (General) Franz Stahlecker, comandante del Einsatzgruppe A, cuya unidad operaba en el frente del norte de Rusia y en las repúblicas bálticas ocupadas. Su relato abarca el período comprendido desde finales de junio hasta el 15 de octubre de 1941.
Sin embargo, el Kommando Arajs de Letonia desempeñó un papel destacado en las atrocidades cometidas en el gueto de Riga junto con la masacre de Rumbula el 30 de noviembre de 1941. Uno de los miembros más notorios del grupo fue Herberts Cukurs. Después de la guerra, testigos sobrevivientes informaron que Cukurs había estado presente durante la limpieza del gueto y disparó contra la masa de civiles judíos. Según otro relato, Cukurs también participó en la quema de las sinagogas de Riga. Según Bernhard Press en su libro El asesinato de los judíos en Letonia, Cukurs quemó la sinagoga de la calle Stabu.
A instancias del Einsatzgruppe, la policía auxiliar letona llevó a cabo un pogromo contra los judíos en Riga. Todas las sinagogas fueron destruidas y 400 judíos fueron asesinados. Según el informe de Stahlecker, comandante de las SS, el número de judíos asesinados en ejecuciones masivas por parte del Einsatzgruppe A a fines de octubre de 1941 en Riga, Jelgava (Mitau), Liepāja (Libau), Valmiera (Wolmar) y Daugavpils (Dvinsk) ascendió a 30 025, y por a fines de diciembre de 1941, 35 238 judíos letones habían sido asesinados; 2500 judíos permanecieron en el gueto de Riga y 950 en el gueto de Daugavpils. A fines de 1941 y principios de 1942, comenzaron a llegar a Letonia judíos deportados de Alemania, Austria, Checoslovaquia y otros países ocupados por el nazismo. Unos 15 000 "judíos del Reich" se establecieron en varias calles del liquidado "gran gueto de Riga". Muchos transportes se llevaron directamente desde la estación de ferrocarril de Riga a los lugares de ejecución en los bosques de Rumbula y Biķernieki cerca de Riga y en otros lugares. En 1942, unos 800 judíos del gueto de Kaunas (en Lituania) fueron llevados a Riga y algunos de ellos participaron en la organización clandestina del gueto de Riga.
La potencia ocupante alemana en Letonia también mantuvo a los judíos en "campos de barracones", es decir, cerca de sus lugares de trabajo forzado. Un número considerable de esos campamentos estaban ubicados en el área de Riga y otras localidades. Los campos de concentración más grandes incluyeron los de Salaspils y Kaiserwald (Mežaparks). El campo de concentración de Salaspils, establecido a fines de 1941, albergaba a miles de personas, incluidos muchos judíos letones y extranjeros.
Las condiciones imperantes en este campamento, uno de los peores de Letonia, provocaron grandes pérdidas de vidas entre los reclusos. El campo de concentración de Kaiserwald, establecido en el verano de 1943, contenía a los sobrevivientes judíos de los guetos de Riga, Daugavpils, Liepāja y otros lugares, así como a no judíos. A finales de septiembre de 1943, los judíos del gueto de Vilna (en Lituania) también fueron llevados a Kaiserwald. Cuando las victorias soviéticas en el verano de 1944 obligaron a los alemanes a retirarse de los estados bálticos, los prisioneros sobrevivientes del campo de Kaiserwald fueron deportados por los alemanes al campo de concentración de Stutthof cerca de Danzig, y desde allí fueron enviados a varios otros campos.

### Retiro alemán y reocupación soviética, 1944
Alrededor de 1000 judíos letones sobrevivieron a su internamiento en campos de concentración; la mayoría de ellos se negaron a ser repatriados y permanecieron en los campamentos de personas desplazadas en Alemania, Austria e Italia. Junto con el resto de los sobrevivientes, finalmente se establecieron en nuevos hogares, principalmente en Israel. En la propia Letonia, varios cientos de judíos habían logrado sobrevivir. Se llevó a cabo una manifestación pública en Riga unos días después de su liberación, en la que participaron sesenta o setenta de los judíos sobrevivientes. Poco a poco, algunos de los judíos que habían encontrado refugio en la Unión Soviética regresaron. Varios miles de judíos letones habían luchado en la división letona del ejército soviético, la 201ra (Guardia 43) y la 304ta, y muchos murieron o resultaron heridos en la batalla.
Según el censo de población realizado en la Unión Soviética en 1959, en la RSS de Letoniahabía 36 592 judíos (17 096 hombres y 19 496 mujeres; el 1,75 % de la población total). Se puede suponer que alrededor de 10 000 de ellos eran nativos, incluidos refugiados judíos que regresaron a sus antiguas residencias desde el interior de Rusia, mientras que el resto procedía de otras partes de la Unión Soviética. Alrededor del 48 % de los judíos declararon el yidis como su lengua materna. Los demás declararon principalmente el ruso como su idioma, mientras que solo unos pocos cientos se describieron a sí mismos como de habla letona. Del total, 30 267 judíos (5/6) vivían en Riga. Los demás vivían en Daugavpils y otras localidades. Según estimaciones privadas, los judíos de Letonia en 1970 eran unos 50 000. La gran mayoría de ellos vivía en Riga, la capital, que se convirtió en uno de los principales centros de agitación nacional entre los judíos de la Unión Soviética. Las actividades clandestinas, religiosas o sionistas,  dieron lugar a una mayor sospecha por parte de las autoridades.

## Juicios por crímenes de guerra
El 7 de abril de 1945, la prensa soviética publicó la "Declaración de la Comisión Especial del Gobierno encargada de la investigación de los crímenes cometidos por los agresores fascistas alemanes durante su ocupación de la República Socialista Soviética de Letonia". Este documento dedica un capítulo a la persecución y asesinato de judíos. La declaración enumera a los nazis responsables de los crímenes cometidos en Letonia bajo la ocupación alemana. Incluyen al Comisario del Reich para Ostland, Hinrich Lohse; Friedrich Jeckeln, Comandante SS de policía (HSSPF) de Ostland; Otto-Heinrich Drechsler, Comisario General para Letonia; Rudolf Lange, comandante de la Sicherheitspolizei; Kurt Krause, comandante del gueto de Riga y del campo de concentración de Salaspils; Max Gymnich, su ayudante; Sauer, comandante del campo de concentración de Kaiserwald; y varias docenas de otros criminales nazis involucrados en el exterminio de los judíos de Letonia. 
El 26 de enero de 1946, el tribunal militar del Distrito Militar Báltico inició el juicio de un grupo de criminales de guerra nazis, entre ellos Jeckeln, uno de los responsables de la masacre de Rumbula a finales de 1941. Él y otros seis fueron condenados a muerte en la horca; la sentencia se llevó a cabo en Riga el 3 de febrero de 1946. Se llevaron a cabo otros juicios en la RSS de Letonia de la posguerra, pero en total solo un pequeño número de alemanes y letones que habían participado en el asesinato de judíos letones fueron llevados ante la justicia.
Letones de diversos orígenes también participaron en la persecución y asesinato de judíos en el país fuera de Letonia. En el momento de la retirada alemana en el verano de 1944, muchos de estos colaboradores huyeron a Alemania. Después de la guerra, como asumieron las personas desplazadas, recibieron ayuda de la UNRRA, de la Organización Internacional para los Refugiados (OIR), y de otras organizaciones de socorro para las víctimas del nazismo, y algunas de ellas emigraron a EE. UU. y otros países del mundo. Por otro lado, también hubo letones que arriesgaron sus vidas para salvar judíos. Uno de ellos, Jānis Lipke, ayudó a salvar a varias docenas de judíos del gueto de Riga proporcionándoles refugio.

## Acontecimientos entre 1970–1991
La población judía de Letonia se redujo de 28 300 en 1979 a 22 900 en 1989, cuando 18 800 de sus judíos vivían en la capital, Riga. Parte de esto se debió a una alta tasa de emigración a Israel; la Unión Soviética permitió que un número limitado de ciudadanos judíos salieran del país hacia Israel cada año. Entre 1968 y 1980, 13 153 judíos, o el 35,8 % de la población judía de Letonia, emigró a Israel u otros países occidentales. Otro factor importante fue una alta tasa de asimilación y matrimonios mixtos, y una tasa de mortalidad más alta que la tasa de natalidad. En 1988-1989, la tasa de natalidad judía fue de 7,0 por 1000 y la tasa de mortalidad judía de 18,3 por 1000. En 1987, el 39,7 % de los niños nacidos de madres judías tenían padres no judíos.
En 1989 había 22 900 judíos en Letonia, que constituían alrededor del 0,9 % de la población. Ese mismo año, la Unión Soviética permitió la inmigración judía sin restricciones y 1588 judíos emigraron de Letonia (1536 de ellos de Riga). En 1990, 3388 judíos letones emigraron a Israel (2837 de ellos de Riga). En 1991, el número de inmigrantes a Israel desde Riga fue de 1087. Ese mismo año, la Unión Soviética colapsó y Letonia recuperó su independencia. La emigración continuó durante la década de 1990, lo que provocó una disminución de la población judía. Según la Agencia Judía, 12 624 judíos y familiares no judíos de judíos emigraron de Letonia a Israel entre 1989 y 2000. Algunos judíos letones también emigraron a otros países occidentales. Muchos de estos emigrantes mantuvieron su ciudadanía letona.
Tras la caída de la Unión Soviética y la independencia de Letonia en 1991, a muchos judíos que llegaron de la Unión Soviética se les negó la ciudadanía letona automática. Esto incluía a los hijos y nietos que nacieron en Letonia, ya que, según la ley letona, la ciudadanía no se determina por el lugar de nacimiento, sino por tener un antepasado que sea nacional o ciudadano del estado. En las escuelas públicas, el uso obligatorio del letón afectó a muchos estudiantes judíos, que hablaban ruso como idioma principal. Mientras Letonia buscaba convertirse en miembro de la Unión Europea, sus requisitos de ciudadanía se relajaron gradualmente, lo que permitió a sus residentes de posguerra solicitar la ciudadanía letona.
Mientras luchaba por la independencia, el movimiento nacional letón buscó hacer causa común con los judíos de la república. El 4 de julio se estableció en Letonia como día conmemorativo de las víctimas del Holocausto. Muchas organizaciones judías operan en el país.

## Letonia independiente
Del 11 al 17 de junio de 1993, se celebró en Riga el Primer Congreso Mundial de Judíos de Letonia. Asistieron delegados de Israel, Estados Unidos, Suecia, Suiza, Alemania, Gran Bretaña, Sudáfrica y Australia.
En 1993 se llevaron a cabo dos profanaciones de monumentos conmemorativos del Holocausto, en Jelgava y en el Bosque Biķernieki. Los delegados del Congreso Mundial de Judíos de Letonia que llegaron a Biķernieki para conmemorar a los 46 500 judíos de Letonia fusilados allí, se sorprendieron al ver esvásticas y la palabra "Judenfrei" pintada en el monumento. Artículos de contenido antisemita aparecieron en la prensa nacionalista letona. Los temas principales de estos artículos eran la colaboración de los judíos con los comunistas en el período soviético, los judíos que empañaban el buen nombre de Letonia en Occidente y los empresarios judíos que se esforzaban por controlar la economía letona.
A principios de la década de 2000, después de una década de emigración masiva, alrededor de 9000 judíos permanecían en Letonia, la mayoría en Riga, donde funcionaba una escuela Ohr Avner Chabad. Ohel Menachem también operaba una escuela diurna, y un jardín de infancia. Una sinagoga activa, la Sinagoga Peitav, opera en la sección de la Ciudad Vieja de Riga. La ciudad también contiene un monumento conmemorativo del Holocausto en el sitio del gueto en tiempos de guerra. El principal cementerio judío está ubicado en la periferia oriental de la ciudad.
La población en el censo de 2021 aumentó de 6454 a 8094. Esto incluyó 4 Karaim y 3 Krymchaks. Alrededor de las tres cuartas partes de los judíos son ciudadanos letones, que es un alto porcentaje para una minoría étnica en Letonia.

## Datos demográficos históricos
Antes de la Segunda Guerra Mundial, Letonia tenía casi 100 000 judíos. La mayoría de los judíos letones fueron asesinados en el Holocausto. La población judía de Letonia después de la Segunda Guerra Mundial alcanzó un máximo de casi 37 000 en 1970 y luego comenzó a disminuir constantemente. La población judía de Letonia disminuyó significativamente en la década de 1990 después de la caída del comunismo cuando muchos judíos letones se fueron y se mudaron a otros países, especialmente hicieron aliyá a Israel y los Estados Unidos (específicamente, a los estados de California y Nueva York).

## Personalidades judías de Letonia
- Abraham Isaac Kook, Rabino, * 1865 Daugavpils
- Michail Ossipowitsch Eisenstein, Arquitecto, * 1867 Sankt Petersburg
- Paul Mintz, Político, * 1868 Daugavpils
- Paul Mandelstamm, Arquitecto, * 1870 Žagarė
- Enrique Dickmann, Político, * 1874 Riga
- Lina Stern, Fisióloga, * 1878 Liepāja
- Alexander Stein, Periodista, * 1881 Valmiera
- Mordechai Nurock, Político, * 1884 Tukums
- Aaron Nimzowitsch, Ajedrecista, * 1886 Riga
- Zigfrīds Anna Meierovics, Político, * 1887 Durbe
- Mordechai Dubin, Político, * 1889 Riga
- Oscar Strock, Compositor, * 1892 Daugavpils
- Michael Zwick (lett. Mihails Cviks), Escritor, * 1893 Liepāja
- Mark Rasumny, Escritor, * 1896 Žagarė
- Sergej Eisenstein, Director de cine, * 1898 Riga
- Yeshayahou Leibowitz, Científico, * 1903 Riga
- Mark Rothko, Pintor, * 1903 Daugavpils
- Philippe Halsman, Fotógrafo, * 1906 Riga
- Isaiah Berlin, Filósofo, * 1909 Riga
- Lipman Bers, Matemático, * 1914 Riga
- Anatols Imermanis, Escritor, * 1914 Moskau
- Alexander Koblenz, Ajedrecista, * 1916 Riga
- Isidor Levin, Folclorista, * 1919 Daugavpils
- Valentīna Freimane, Erudito de cine y teatro, * 1922 Riga
- Morris Halle, Físico, * 1923 Liepāja
- Marģers Vestermanis, Historiador, * 1925 Riga
- Gil Kane, Artista de cómics, * 1926 Riga
- Herz Frank, Director de cine, * 1926 Ludza
- Michail Tal, Ajedrecista, * 1936 Riga
- Mariss Jansons, Director, * 1943 Riga
- Gidon Kremer, Violinista, * 1947 Riga
- Mischa Maisky, Músico, * 1948 Riga
- Tatjana Ždanoka, Político, * 1950 Riga
- Inese Galante, Soprano, * 1954 Riga
- Boriss Cilevičs, Político, * 1956 Daugavpils

## Otras lecturas
- Bobe, Mendel (1971). The Jews in Latvia. Tel Aviv: Association of Latvian and Estonian Jews in Israel.
- «Courland Research Group». JewishGen. 2011.
- "Latvia". YIVO Encyclopedia of Jews in Eastern Europe. 2010.